# Makarawank

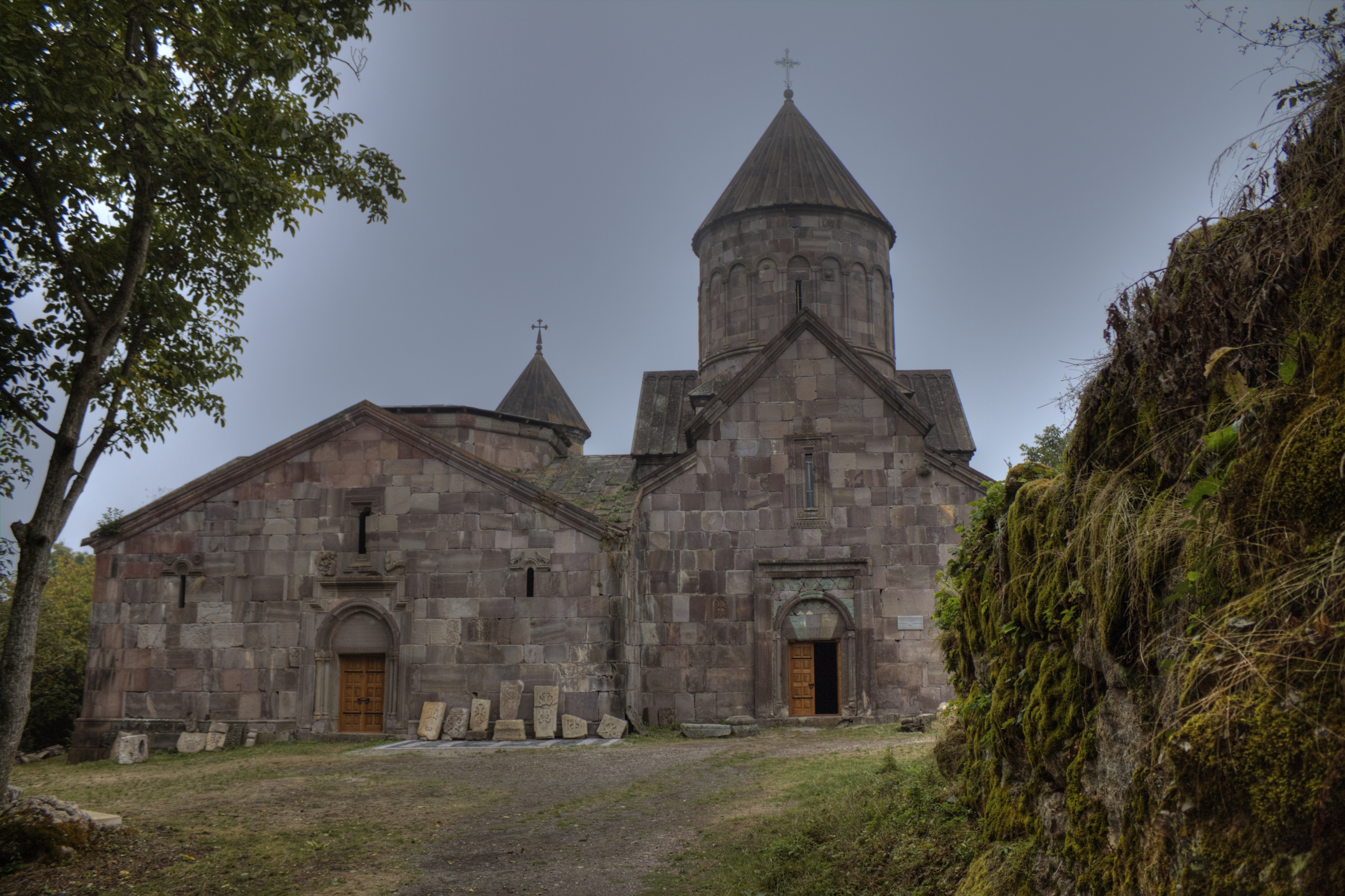
Makarawank

Das Kloster Makarawank (armenisch Մակարավանք) ist ein ehemaliges Kloster der Armenischen Apostolischen Kirche in der nordarmenischen Provinz Tawusch. Der Klosterkomplex wurde vom 11. bis 13. Jahrhundert gebaut. Das Kloster gilt als eines der wichtigsten Baudenkmäler der mittelalterlichen Architektur Armeniens. Heute ist es verlassen und teilweise zerstört.
Es ist nicht zu verwechseln mit dem Kloster Makrawank in der Provinz Kotajk.

## Lage und Beschreibung

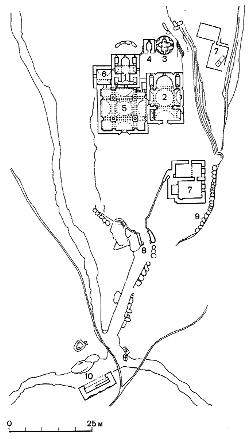
1. Die Kirche des 10. Jahrhunderts
2. Die 1204 erbaute Kirche Surb Astwazazin
3. Die Rundkirche aus dem Jahr 1198
4. Eine Kapelle aus dem 12. oder 13. Jahrhundert
5. Der Gawit (erbaut zu Beginn des 13. Jahrhunderts)
6. Ruinen der Bäckerei (13. Jahrhundert)
7. Wirtschaftsräume aus dem 11. – 13. Jahrhundert
8. Das Hauptportal des Klosters aus dem 11. oder 12. Jahrhundert.
9. Reste eines Zaunes aus dem 12. oder 13. Jahrhundert
10. ein Quellbrunnen aus dem 12. oder 13. Jahrhundert

Das Kloster liegt etwa 2,5 Kilometer südwestlich des Dorfes Atschadschur an einem Hang des Bergs Paitatap in der Grenz- und Konfliktregion zu Azerbaidschan.
Zu Zeiten der Gründung war die Gegend um das Areal dicht besiedelt, was für den wirtschaftlichen Erfolg des Klosters von großer Bedeutung war. Der Klosterkomplex besteht aus 3 Kirchen und einem Gawit, Gebäuderesten über Mineralquellen, einem überwölbten Tor, zwei Friedhöfen und den Ruinen von Wohn- und Wirtschaftsgebäuden. Um einen Quellbrunnen blieben die Reste eines Zauns aus dem 12. oder 13. Jahrhundert erhalten. Im Mittelalter war das Areal mit Verteidigungsmauern umgeben, dessen Tore mit Säulen geschmückt waren. Sämtliche Bauten des Klosters wurden aus rotem Tuffstein, (dunkel-)rosa Andesit und weißen und grünlichen Steinen erbaut.
Das älteste Gebäude auf dem Gelände wurde im 10. oder 11. Jahrhundert aus grob behauenem rotem Tuffstein erbaut. Von außen ist das Gebäude rechteckig. Im Inneren ist der Grundriss kreuzförmig. Der Eingang befindet sich im westlichen Teil. Die Vorderseite des Altars und die Rahmungen der Hauptfenster des Innenraums mit zierlichen geometrischen und Pflanzenornamenten verziert.
Den Bau der Hauptkirche von Makarawank gab Wardan, ein Sohn des Fürsten Basas, im Jahre 1205 in Auftrag. Der Bau wurde aus 1205 aus rosa Andesit errichtet. Über dem Fenster im Zentrum der Südseite ist eine Sonnenuhr angebracht. Unter dem Fenster zeigt ein Relief einen Adler, der auf einer freistehenden Säule sitzt. Flankiert wird er von zwei kreisrund eingefassten Fenstern, deren Form und Dekor unterschiedlich ist. Auch die Hauptkirche ist von außen rechteckig, während sie im Inneren einen kreuzförmigen Grundriss hat. Auf beiden Seiten der Altarapsis gibt es zweistöckige Seitenkapellen. Ihre hohe Kuppel ruht auf einem Tambour und wird von Säulen getragen. Der Innenraum ist reich mit Reliefs geschmückt, welche von mittelalterlichen Bildhauern geschaffen wurden. Im Dekor finden sich acht Spitze Sterne. Auf einem ist der Kopf des Architekten der Kirche (der möglicherweise auch der Bildhauer war) sowie sein Name Jeritasard (=jung) zu sehen. Weitere Reliefs zeigen achteckige Muster, florale Motive oder Darstellungen von mythischen Kreaturen, Vögeln, Fischen und Helden aus der Bibel. Sie gelten als Meisterwerke der mittelalterlichen armenischen Kunst. Die Bögen sind mit einem Zierband versehen. Das gleiche Band verläuft zwischen den Bögen und dem Gesims.
Der Gawit von Makarawank ist mit im Osten mit der Kirche aus dem 10. oder 11. Jahrhundert sowie im Norden mit der Hauptkirche verbunden. Watsche Amberdezi (aus der fürstlichen Familie Watschutjan) ließ die Vorhalle zu Beginn des 13. Jahrhunderts aus rotem Andesit erbauen. Sie ruht auf vier Säulen. Am östlichen Eingang gibt es auf der rechten Seite ein Relief, das einen geflügelten Sphynx mit einer Krone auf dem Kopf zeigt, während links ein Löwe zu sehen ist, der einem Stier angreift. Die Wände sind mit fein ausgearbeiteten Pflanzen- und geometrischen Motiven verziert.
Die Kirche Surb Astwazazin (armenisch Սուրբ Աստվածածին, „Heilige Muttergottes“), westarmenisch Surp Asdwadsadsin, andere Umschriften Surb Astvatsatsin, Surp Astvatsatsin, Surb Astuacacin) ließ der Klostervorsteher Howhannes A (der 1.) im Jahre 1198 zum Gedenken an seine Eltern und Brüder aus weißem Stein erbauen. Die von außen achteckige Kreuzkuppelkirche hat innen einen kreuzförmigen Grundriss. In ihrem Inneren ist sie reich mit Reliefs von Vögeln, Löwen sowie der Darstellung eines Kampfes zwischen einem Adler und einem Drachen geschmückt. Im Norden war der Kirche eine heute verfallene Kapelle vorgebaut.
Nordöstlich des Gawits stehen die Ruinen einer Bäckerei (Nschcharatun). Der quadratische Bau, in dem das Brot für religiöse Zeremonien gebacken wurde,  war einst mit einem Gewölbe bedeckt.
In den Jahren 1970–1980 wurde Makarawank letztmals restauriert.

## Galerie

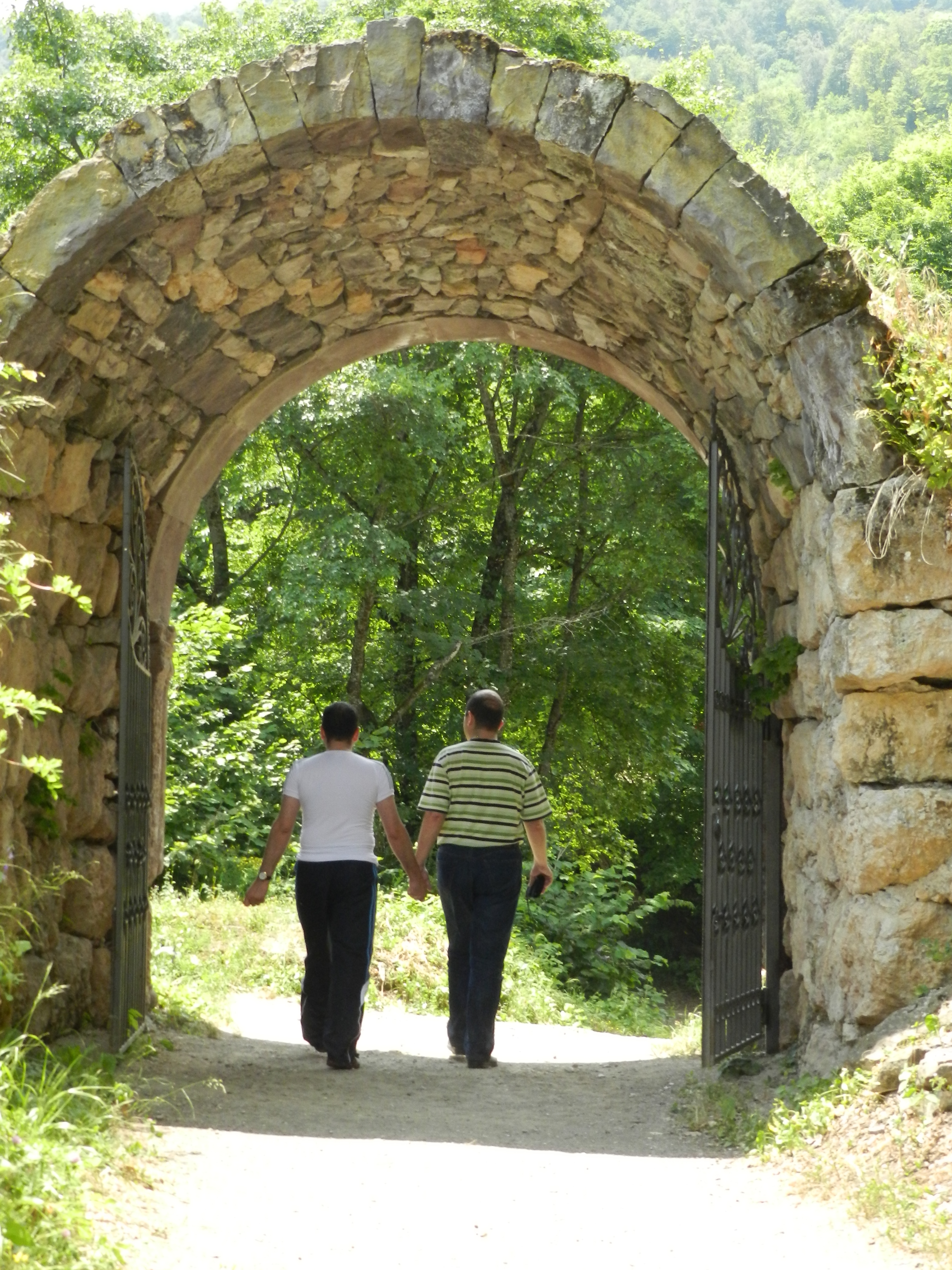
Das Hauptportal.
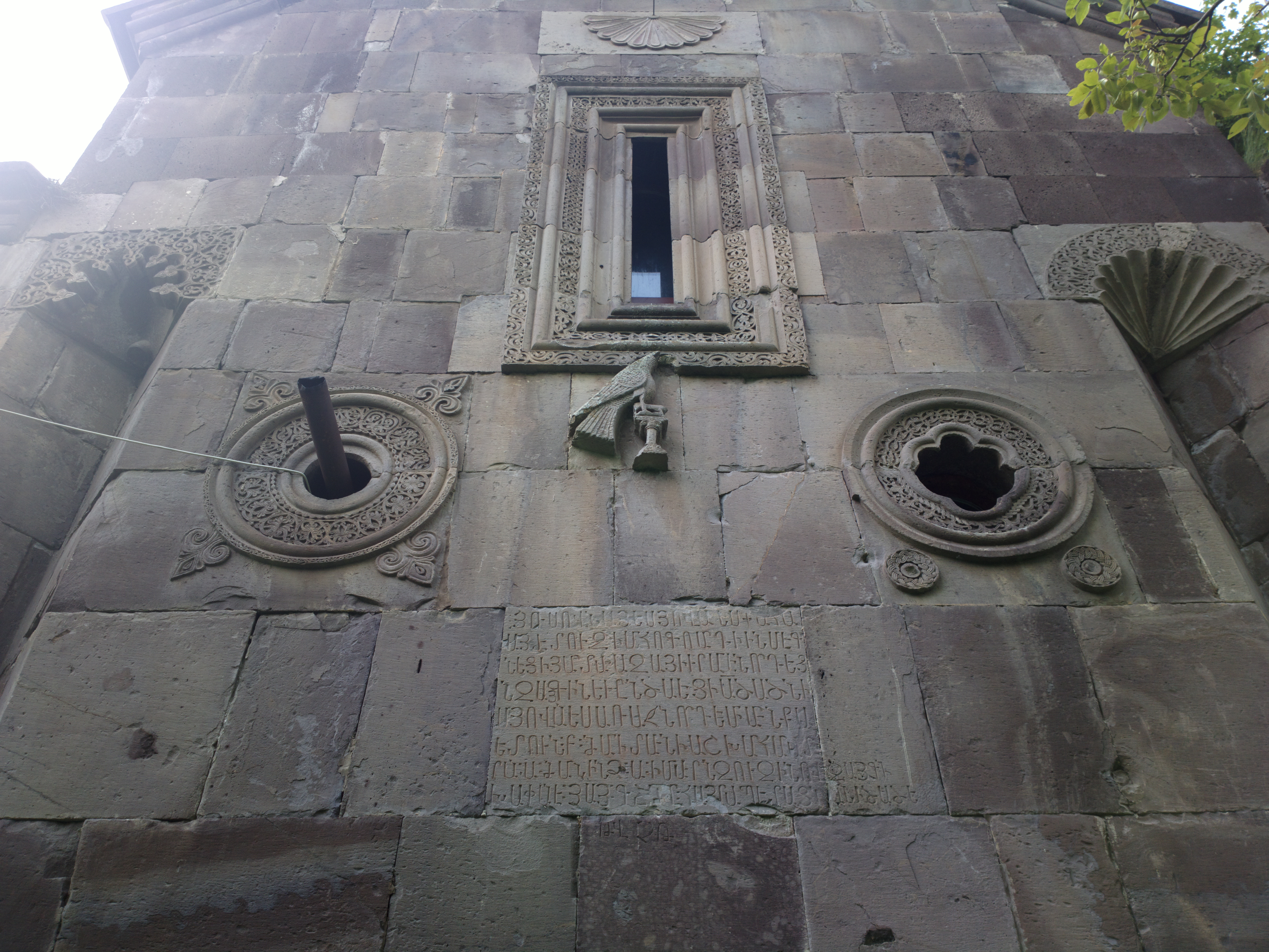
Dekor der Südwand der Hauptkirche
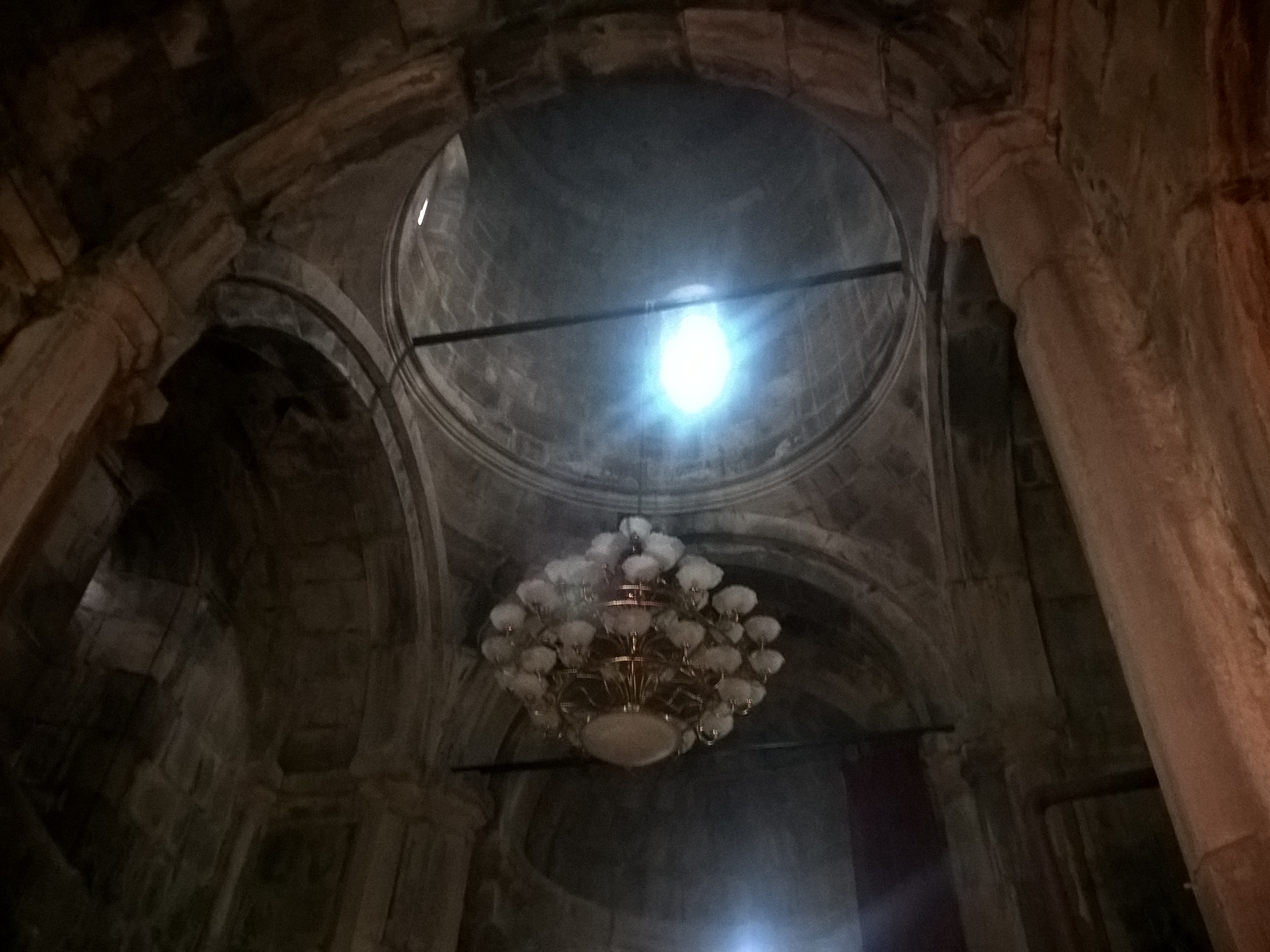
Blick ins Innere